# Gangapurna
Gangapurna (en nepalí: गंगापूर्ण) es una montaña del Himalaya, localizada en la zona de Gandaki, región administrativa occidental de Nepal, a 170 km al noroeste de Katmandú. Con 7455 m, el Gangapurna es la montaña 57.ª más alta de la Tierra.

## Nombre
Gangapurna proviene del sánscrito Ganga (diosa de la mitología hindú que trajo agua a la tierra), y purna (llena de); por tanto, Gangapurna se puede traducir como «la diosa que da agua». Hasta 1965, el nombre ya era usado por la población local, pero fue hasta después de la primera ascensión a la montaña, que el nombre fue aceptado formalmente por el gobierno nepalí.

## Ubicación y topografía
El Gangapurna es una montaña del macizo Annapurna, que está conformado por varias montañas independientes que se extienden en dirección oeste-este. El Gangapurna es un pico central en la derivación poniente de la cresta principal del Annapurna I (8091 m) y forma un pico piramidal bien definido sobre la villa de Manang, en el norte. En dirección sudeste, el Annapurna III (7555 m) está separada por un collado a 6892 m s. n. m. El glaciar Gangapurna termina en el norte con una imponente barrera de hielo, en el valle de Manang.

## Primer ascenso
La primera ascensión al Gangapurna fue llevada a cabo con éxito en 1965, por la primera expedición alemana al Himalaya, guiada por el montañista Günter Hauser. El 6 de abril de 1965, la expedición llegó al campamento base a 3750 m. La ruta continuó sobre el glaciar Oriental Annapurna, hasta el pie de la cara Sur del Annapurna. Esta pared de hielo de 450 metros de alto y de 55.º de inclinación, fue superada el 5 de mayo y fue establecido el campamento V a 6892 m, en un collado entre el Gangapurna y el Annapurna III. El 6 de mayo, el equipo alcanzó la cumbre por la vía de la arista Este, entre los escaladores estaban: Günter Hauser, Erich Reismüller, Hermann Köllensperger, Ludwig Greissl, el sirdar Ang Tempa y Phudorje II. Dos días después, el resto del equipo alemán Klaus Ekkerlein, Hermann Wünsche, Otto Seibold, KH Ehlers y el sherpa Pemba Norbu también alcanzaron la cumbre.